# Župna crkva sv. Antuna Padovanskog u Sesvetskim Selima
Župna crkva sv. Antuna Padovanskog katolička je crkva koja se nalazi u gradskoj četvrti Sesvete u zagrebačkom naselju Sesvetska Sela. Crkva je građena od 1991. do 1993. godine. U rujnu 1995. godine posvetio ju je zagrebački nadbiskup kardinal Franjo Kuharić. 2005. godine crkva je dograđena i proširena te ju je u siječnju 2006. godine posvetio zagrebački nadbiskup kardinal Josip Bozanić. Pokraj crkve je 2007. godine izgrađen pastoralni centar.

## Povijest i arhitektura
Crkva je građena po projektu arhitekta Ivana Antolića iz 1990. godine. Smještena je na rubu stambenog predjela četvrti u naselju Sesvetska Sela koje je određeno srednje gustom urbanom matricom obiteljskih kuća. Sklop crkve, župnog dvora i pastoralnog centra sv. Antuna Padovanskog smješten je na topografski uzvišenom dijelu, pa je stoga crkva uočljiv znak u prostoru, vidljiv čak i sa Zagrebačke obilaznice. Pred crkvom je oblikovan velik pristupni trg izrazito jakog privatnoga karaktera.
Liturgijski prostor je longitudinalnog usmjerenja te završava blagom apsidom kojom je naglašen prezbiterij. Apsida je interpretirana nizom drvenih greda koje se spajaju u vrhu apsidalnog svoda. Prezbiterij je izbočen prema prostoru vjernika, a u njegovom se središtu nalazi oltar. Lijevo od oltara smješten je ambon, a u pozadini oltara je sjedište predvoditelja misnog slavlja. U samostalnoj niši desno od svetišta oblikovan je prostor za svetohranište. Iznad ulaza u crkvu nalazi se kor, a lijevo od svetišta je prostor za pjevače. Lijevo od prostora vjernika nalazi se krstionica.
Prostor kora za orgulje se u ovoj crkvi nalaze na neuobičajenom mjestu; umjesto centralno, nalazi se bočno iznad ulaznog dijela lađe.

## Galerija
- Pogled na crkvu s trga koji se nalazi ispred crkve
- Kip Bogorodice ispred crkve
- Unutrašnjost crkve, kip Majke Božje i vitraj
- Pogled s ulaza prema prezbiteriju
- Svetište i apsida
- Pogled na svetište i crkvu s kora
- Skulptura Ante Padovanskog na trgu ispred crkve